# Morpho theseus
Morpho theseus é uma borboleta neotropical da família Nymphalidae, subfamília Satyrinae e tribo Morphini, descrita em 1860 e distribuída pelo México, Belize, Honduras, Nicarágua, Costa Rica, Panamá, Venezuela, Colômbia, Equador e Peru, voando desde o nível do mar até relevo montanhoso de 1.800 metros de altitude. Visto por cima, o padrão básico da espécie (macho) apresenta asas de coloração variável em tons de ferruginoso a pálido, cinéreo, amarronzado, quase branco e azulado. Vista por baixo, possui asas de coloração castanha com desenhos difusos e geralmente sete ocelos com anéis alaranjados e marcação branca em seu interior, em cada par (anterior e posterior) de asas; também apresentando contorno de margens alaranjadas nas asas. O dimorfismo sexual é pouco acentuado, com as fêmeas menos frequentes. As lagartas se alimentam de plantas do gênero Machaerium (Fabaceae), Abuta e Anomospermum (Menispermaceae) e suas crisálidas são de coloração esverdeada.

## Hábitos
Adrian Hoskins cita que a maioria das espécies de Morpho passa as manhãs patrulhando trilhas ao longo dos cursos de córregos e rios. Nas tardes quentes e ensolaradas, às vezes, podem ser encontradas absorvendo a umidade da areia, visitando seiva a correr de troncos ou alimentando-se de frutos em fermentação.

## Subespécies
M. theseus possui onze subespécies:
- Morpho theseus theseus - Descrita por Deyrolle em 1860, de exemplar proveniente da Colômbia.[12]
- Morpho theseus juturna - Descrita por Butler em 1870, de exemplar proveniente da Colômbia.[15]
- Morpho theseus aquarius - Descrita por Butler em 1872, de exemplar proveniente (provavelmente) da Costa Rica.
- Morpho theseus justitiae - Descrita por Salvin & Godman em 1868, de exemplar proveniente da Guatemala.[1][11]
- Morpho theseus yaritanus - Descrita por Fruhstorfer em 1913, de exemplar proveniente da Venezuela.[14]
- Morpho theseus pacificus - Descrita por Krüger em 1925, de exemplar proveniente da Colômbia.
- Morpho theseus heraldica - Descrita por Niepelt em 1927, de exemplares provenientes do Panamá e Costa Rica.[10][18][22][23]
- Morpho theseus oaxacensis - Descrita por Le Moult & Réal em 1962, de exemplar proveniente do México (Oaxaca).[24]
- Morpho theseus triangulifera - Descrita por Le Moult & Réal em 1962, de exemplar proveniente do Equador.[13]
- Morpho theseus schweizeri - Descrita por Maza em 1987, de exemplar proveniente do México (Veracruz).[16]
- Morpho theseus perlmani - Descrita por Neild em 2001, de exemplar proveniente da Venezuela.